# Philip Reeve
Philip Reeve (28 de fevereiro de 1966) é um escritor e ilustrador inglês. Escreveu a série de livros Mortal Engines, cujo primeiro livro adaptado e estreou nos cinemas em 2018 como Mortal Engines (Brasil: Máquinas Mortais / Portugal: Engenhos Mortíferos.)

## Biografia
Reeve estudou ilustração, primeiro no então Cambridgeshire College of Arts and Technology (CCAT - atualmente Anglia Ruskin University), onde contribuiu para a tirinha da revista Student Union, e depois na Brighton Polytechnic (atualmente University of Brighton). Atualmente mora em Dartmoor com sua esposa Sarah e filho Samuel.
Antes de iniciar sua carreira como ilustrador profissional, trabalhou vários anos em uma livraria de Brighton. Enquanto era estudante e por alguns anos depois, ele escreveu e atuou em pequenos shows cômicos em vários grupos. Criou desenhos para vários livros como a série Coleção Saber Horrível.

### Literatura
É escritor desde os cinco anos de idade. Seu primeiro livro com temática adulta é Mortal Engines que ganhou o Prêmio de literatura Nestlé Smarties e foi um dos finalistas do Whitbread Book Award. Mortal Engines é o primeiro volume da Tetralogia Mortal Engines que conta as aventuras de dois jovens aventureiros que vivem em um mundo pós-apocalíptico dominado pelas Cidades-Tração. Muitos de seus livros têm o gênero Steampunk.